# Ronde van Saoedi-Arabië
De Ronde van Saoedi-Arabië is een meerdaagse wielerwedstrijd in Saoedi-Arabië. De wedstrijd is zes keer georganiseerd, de eerste editie was in 1999.

## Mannen

### Meervoudige winnaars
| Overwinningen | Renner         | Land | Jaren       |
| ------------- | -------------- | ---- | ----------- |
| 2             | Ghader Mizbani | Iran | 2001 & 2002 |

### Overwinningen per land
| Overwinningen | Land                                               |
| ------------- | -------------------------------------------------- |
| 2             | Iran, Verenigd Koninkrijk                          |
| 1             | België, Duitsland, Egypte, Portugal, Saoedi-Arabië |

2005 · 
2006 · 
2007 · 
2008 · 
2009 · 
2010 · 
2011 · 
2012 · 
2013 · 
2014 ·
2015 ·
2016 ·
2017 ·
2018 ·
2019 ·
2020 ·
2021 ·
2022 ·
2023 · 
2024 · 
2025
Belangrijkste wedstrijden

Ronde van Hainan · Japan Cup · Ronde van Sharjah · Ronde van het Taihu-meer · Ronde van Fuzhou · Ronde van Dubai · Ronde van Qatar · Ronde van Oman · Ronde van Langkawi · Ronde van Taiwan · Ronde van Iran · Ronde van Japan · Ronde van Korea · Ronde van het Qinghaimeer · Ronde van China I · Ronde van China II · Ronde van Almaty